# معدلات تطور مرض عوز المناعة المكتسب
يختلف معدل تطور المرض السريري بين الأفراد بعد الإصابة بفيروس عوز المناعة البشري- 1. تؤثر عوامل عديدة على معدل ترقي المرض وتفاقمه، للدرجة التي يحتاج فيها المريض علاجًا دوائيًا يقيه من تطور متلازمة نقص المناعة المكتسبة، أو الإيدز اختصارًا. تتضمن هاتي العوامل استعداد المضيف وتركيبه الوراثي ووظيفته المناعية، بالإضافة لعوامل مرتبطة بالرعاية الصحية والعدوى المرافقة، وأخرى مرتبطة بالتباين الجيني للفيروس نفسه.

## الحالات سريعة الترقي
يتطور المرض لدى نسبة صغيرة من المصابين بفيروس عوز المناعة البشري بسرعة إلى الإيدز، وذلك إن لم يتمكنوا من الحصول على الدواء خلال السنوات الأربع التالية للإصابة الأولية بالفيروس، ويطلق على هذه الفئة اسم الحالات سريعة الترقي. وفي بعض الأحيان، قد تتطور الحالة إلى الإيدز والموت في غضون عام واحد بعد العدوى الأولية. اعتُقد أن التطور السريع للمرض مرتبط بالقارة، إذ أفادت بعض الدراسات أن تطور المرض كان أسرع في إفريقيا. مع ذلك، ظلت هذه الفكرة موضع نقاش، ولم تحظَ بموافقة الجميع.

## حالات الخمود طويل الأجل
يطلق هذا المسمى على الأفراد الذي يحملون فيروس عوز المناعة البشري- 1 دون أعراض أو علامات تشير لتطور المرض لأكثر من 12 عام. يلاحظ لدى هؤلاء الأفراد أن تطور المرض يبقى هاجعًا لفترة طويلة من الزمن. لا يعتبر المصطلح دقيقًا، لأن تطور الإصابة للإيدز قد يحدث حتى بعد 15 عام من العدوى المستقرة. يختلف أفراد هذه المجموعة من ناحية الحمل الفيروسي والاستجابة المناعية الخاصة المضادة للفيروس. يصاب بعض هؤلاء المرضى بفيروس يتكاثر بشكل غير فعال، ولكن قد يصاب آخرون بفيروس يتكاثر بشكل طبيعي، ولكنهم يتمتعون بمجموعة قوية وواسعة من المناعة الخلطية والخلوية الخاصة بفيروس عوز المناعة البشري، وهذا قد يؤخر تطور المرض إلى الإيدز. في بعض المجموعات النموذجية، يصنف الأفراد الذين يظهرون علامات تشير لترقي المرض، ولكن مع استقرار المؤشرات السريرية والمخبرية لفترة زمنية طويلة، ضمن حالات الخمود طويل الأجل.

## الاستعداد الوراثي للمضيف
أصدرت مراكز السيطرة على الأمراض والوقاية منها نتائج تفيد بأن الجينات تؤثر على قابلية الإصابة بفيروس عوز المناعة البشري والتطور إلى الإيدز. يدخل فيروس عوز المناعة البشري إلى الخلايا من خلال تفاعله مع كتلة التمايز 4 ومستقبل كيموكيني من عائلة المستقبلات السباعية عبر الغشائية. راجع الباحثون أولًا دور الجينات في ترميز مستقبلات الكيموكين (النمطان الثاني والخامس من مستقبلات الكيموكين سي سي) والكيموكين (العامل المشتق من الخلايا السدوية-1). يحتوي النمط الخامس من مستقبلات الكيموكين على متغيرات متعددة في منطقة الترميز الخاصة به، ولكن قد يؤدي حذف قطعة بطول 32 زوج قاعدي إلى جعله مستقبل غير وظيفي، ليمنع بهذه الطريقة دخول فيروس عوز المناعة البشري. توفر نسختان من هذا الجين حماية قوية، ولكن غير مطلقة، ضد الإصابة بفيروس عوز المناعة البشري.
يوجد هذا الأليل لدى نحو 10% من الأوروبيين، ولكنه نادر لدى الأفارقة والآسيويين. أظهرت دراسات متعددة على الأشخاص المصابين بالفيروس أن وجود نسخة واحدة من هذه الطفرة، التي تسمى سي سي أر 5 دلتا 32، يؤخر تطور الإيدز لنحو عامين.
مولت معاهد الصحة الوطنية الأمريكية دراسات بحثية لمعرفة المزيد عن هذه الطفرة الجينية، وتوصلت إلى إمكانية الكشف عن هذه الطفرة بواسطة اختبارات جينية محددة. قد تسمح الاختبارات الجينية للأطباء مستقبلًا بتغيير علاج هذا المرض وفقًا للتركيب الجيني للفرد. يوجد حاليًا العديد من الاختبارات المنزلية لطفرة النمط الخامس من مستقبلات الكيموكين سي سي، ولكنها ليست اختبارات مشخصة رغم ذلك.
تعتمد فئة جديدة نسبيًا من الأدوية المستخدمة في علاج عوز المناعة البشري المكتسب على التركيب الجيني للفرد. ترتبط مثبطات الدخول ببروتين النمط الخامس من مستقبلات الكيموكين سي سي، لتمنع ارتباط الفيروس بالخلايا الحاملة لكتلة التمايز 4.